# Jubbada Hoose
Jubbada Hoose er en officiel territorial enhed i det sydlige Somalia, hvor hovedbyen er Kismaayo. Jubbada Hoose grænser op til Kenya og de somaliske territoriale enheder Geedo og Jubbada Dhexe samt Det Indiske Ocean.
0°26′22″N 41°35′39″Ø / 0.43944°N 41.59417°Ø